# Hugh d’Avranches, 1. Earl of Chester
Hugh d’Avranches, 1. Earl of Chester († 27. Juli 1101) war einer der großen Barone des frühen normannischen England.
Er war der Sohn von Richard Goz, Vizegraf von Avranches im äußersten Südwesten der Normandie. Er erbte von seinem Vater einen erheblichen Grundbesitz nicht nur bei Avranches, sondern im gesamten Westen des Landes.
Er wurde ein wichtiger Berater Wilhelm II. Herzog der Normandie und stellte zur Eroberung Englands sechzig Schiffe zur Verfügung, kämpfte aber nicht selbst in der Schlacht von Hastings, da er einer derjenigen war, die von Wilhelm zurückgelassen wurden, um die Normandie zu verwalten.
Nachdem Wilhelm König von England geworden war, erhielt Hugh weiteren umfangreichen Landbesitz zugesprochen, und wurde 1071 zum Earl of Chester ernannt, und dabei mit Blick auf Cheshires Lage an der Grenze zu Wales mit der Machtbefugnis eines Pfalzgrafen ausgestattet.
Hugh verbrachte viel Zeit mit den Kämpfen gegen die Waliser. Gemeinsam mit seinem Vetter Robert of Rhuddlan unterwarf er einen großen Teil von Nordwales, wobei Robert anfangs den Nordosten von Wales als Vasall Hughs hielt.
Im Jahr 1081 wurde Gruffydd ap Cynan, König von Gwynedd, bei einem Treffen in der Nähe von Corwen durch Verrat gefangen genommen. Gruffydd wurde von Hugh in seiner Burg in Chester gefangengehalten, und Robert übernahm dessen Königreich. Als Robert 1088 von walisischen Aufständischen getötet wurde, übernahm Hugh dessen Land und wurde damit Herrscher über den größten Teil von Nordwales. 1094 verlor er Anglesey und weite Gebiete Gwynedds in einem weiteren Aufstand, der von dem entflohenen Gruffydd ap Cynan angeführt wurde.
Im Sommer 1098 verbündete sich Hugh mit Hugh of Montgomery, 2. Earl of Shrewsbury, um die Verluste auszugleichen. Gruffydd ap Cynan zog sich nach Anglesey zurück und wurde zur Flucht nach Irland gezwungen, als eine dänische Flotte, deren Unterstützung er gekauft hatte, die Seite wechselte. Die Situation änderte sich durch die Ankunft einer norwegischen Flotte unter dem Oberbefehl von König Magnus III., der die normannische Flotte am östlichen Ende der Menai Strait angriff. Hugh von Shrewsbury wurde durch einen Pfeil getötet, der angeblich von Magnus selbst abgeschossen worden war. Die Normannen mussten Anglesey räumen, und im folgenden Jahr kehrte Gruffydd aus Irland zurück. Hugh von Chester verständigte sich offenbar mit ihm und versuchte nicht mehr, dessen Land zu erobern.
Da Hugh von Chester mit der Zeit so stark an Gewicht zunahm, dass er kaum noch gehen konnte, wurde er Hugh the Fat genannt, die Waliser hingegen nannten ihn Hugh Flaidd (Hugo der Wolf oder Hugo Lupus).
Er heiratete Ermentrude de Clermont (Haus Clermont), mit der er einen Sohn hatte, Richard, der sein Nachfolger wurde.